# Gaomi
Gaomi (caratteri cinesi: 高密; pinyin: Gāomì) è una città-contea della Repubblica Popolare Cinese, situata nella parte orientale della provincia dello Shandong e sotto l'amministrazione della città-prefettura di Weifang. Gaomi è la città natale dello scrittore Mo Yan, vincitore del Premio Nobel per la letteratura nel 2012, il quale ha ambientato molte delle sue storie all'interno della città o nelle regioni circostanti.

## Geografia antropica

### Suddivisioni amministrative
Gaomi detiene, sotto la propria amministrazione, tre sotto-distretti e sette cittadine.
Sottodistretti:
- Chaoyang (朝阳街道)
- Liquan (醴泉街道)
- Mishui (密水街道)

Cittadine:
- Baicheng (柏城镇)
- Xiazhuang (夏庄镇)
- Jiangzhuang (姜庄镇)
- Damoujia (大牟家镇)
- Kanjia (阚家镇)
- Jinggou (井沟镇)
- Chaigou (柴沟镇)